# Hayn (Harz)
Hayn (Harz) ist ein Ortsteil der Gemeinde Südharz im Landkreis Mansfeld-Südharz in Sachsen-Anhalt.

## Geografische Lage
Hayn liegt im Südharz an der Landstraße, die von Harzgerode in südlicher Richtung durch das Gebirge nach Roßla führt.

## Geschichte

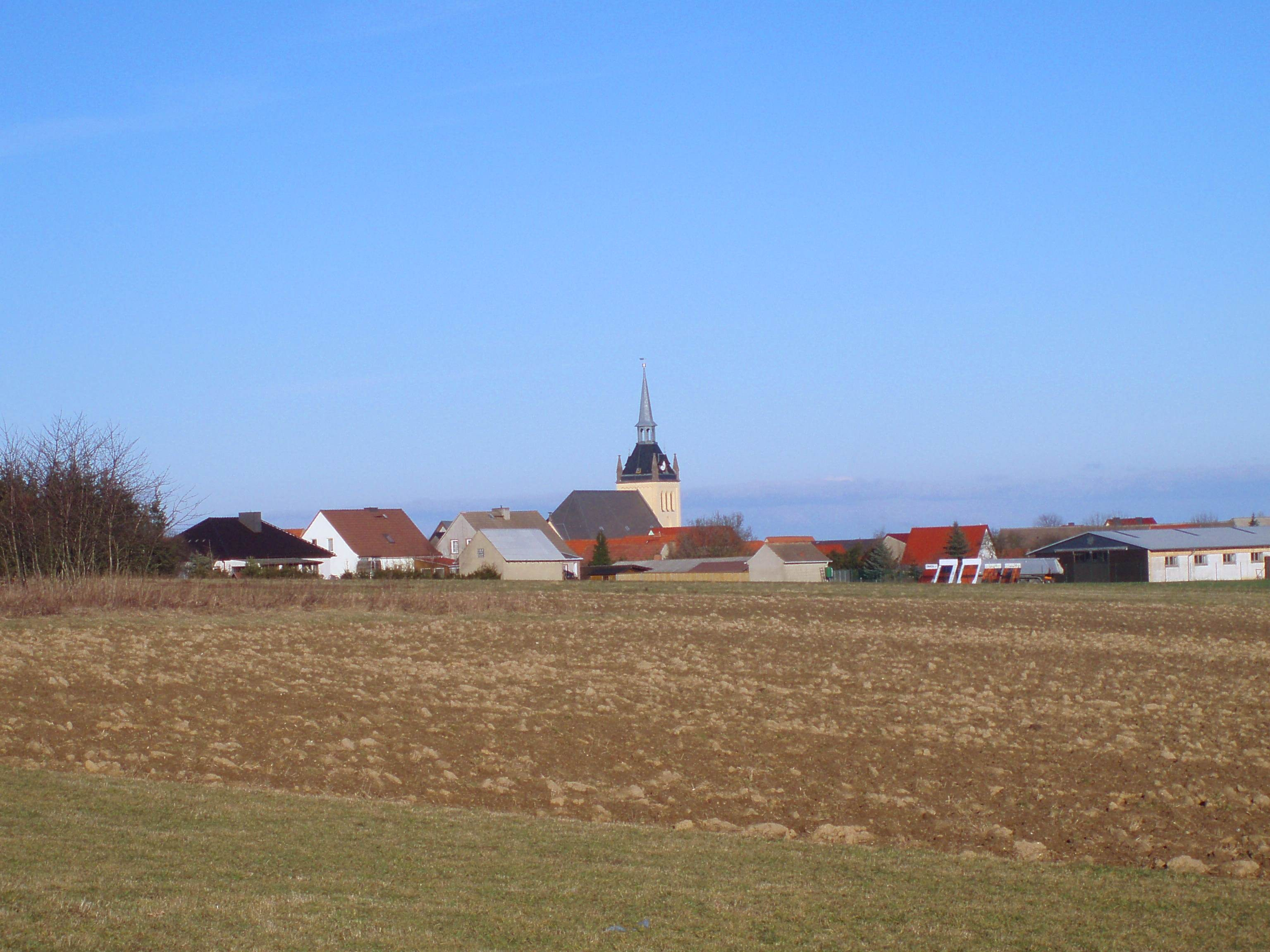
Kirche in Hayn

Hayn gehörte zum Besitz der Grafen zu Stolberg und war Sitz eines eigenen Amtes in der Grafschaft Stolberg-Stolberg. Bis 1815 gehörte Hayn zum Kurfürstentum Sachsen und gelangte dann an den Regierungsbezirk Merseburg der preußischen Provinz Sachsen.
Von 1952 bis 1990 gehörte Hayn zum DDR-Bezirk Halle.
Am 1. Januar 2010 schlossen sich die Gemeinden Hayn (Harz), Breitenstein, Breitungen, Dietersdorf, Drebsdorf, Hainrode, Bennungen, Kleinleinungen, Questenberg, Roßla, Rottleberode, Schwenda und Uftrungen zur neuen Gemeinde Südharz zusammen. Gleichzeitig wurde die Verwaltungsgemeinschaft Roßla-Südharz, zu der Hayn (Harz) gehörte, aufgelöst.

## Söhne und Töchter des Ortes
- Eustasius Friedrich Schütze (1688–1758), evangelischer Theologe
- Emil Baumecker (1866–1947), evangelisch-lutherischer Pfarrer in Leopoldshall und Abgeordneter im Landtag des Freistaates Anhalt
- Wolfgang Bartels (1890–1971), sozialistischer Politiker und Journalist